# بزلوتوكسوماب
بزلوتوكسوماب هو جسم مضاد وحيد النسيلة مصمم لعلاج وللوقاية من عدوى كلوستريديوم ديفيسيلي
آكتوكسوماب وبزلوتوكسوماب طورا في تجاربهما السريرية بالاشتراك بين مؤسسة ميداركس (Medarex Inc) ومدرسة الطب بجامعة ماساتشوستس. الأبحاث منح امتيازها فيما بعد لشركة ميرك أند كو للأدوية لغرض التطوير والتسويق.